# Stereotelesto corallina
Stereotelesto corallina is een zachte koraalsoort uit de familie Clavulariidae. De koraalsoort komt uit het geslacht Stereotelesto. Stereotelesto corallina werd in 1870 voor het eerst wetenschappelijk beschreven door Duchassaing. 